# Fingerhut (Familienname)
Fingerhut ist ein Familienname.

## Bedeutung des Familiennamens
Die Bedeutung des Familiennamens Fingerhut lässt sich nicht genau nachvollziehen. Nach Kaspar Linnartz ist der Familienname Fingerhut(h) die Kurzform für Fingerhütler, Fingerhutmacher oder ein Übername für den Schneider oder auch für den Beutler. Als Berufsübernamen für den Hersteller oder den Benutzer (Schneider) wird der Name im Duden „Familiennamen - Herkunft und Bedeutung“ dargestellt. Hans Bahlow sieht den Namen Fingerhut ebenfalls als Übername des Fingerhutmachers bzw. des Schneiders. Diese Bedeutung wird auch in anderer Literatur zur Entstehung der Familiennamen dargelegt.
Sieht man die Verbreitung der ersten nachgewiesenen Fingerhuts in den landwirtschaftlich geprägten Räumen des Spessart, im Swisttal und im Waldeckischen, so liegt die Ableitung des Namens vom Beruf des Fingerhutmachers nicht nahe. Wahrscheinlicher ist der Übername von einem Schneider oder Beutler. Oder der Namensinhaber ist in diese Gegenden zugewandert.
Helmut Greif erwähnt in seinem Buch „Die Nürnberger Fingerhüter“ zur Entwicklung einer mittelalterlichen Zunft und der Genealogie ihrer Familien, dass neben Nürnberg „im Sauerland, in Holland und besonders in Flandern, d. h. dort, wo die Zentren der Fingerhutherstellung lagen“, man den Familiennamen Fingerhut recht häufig findet. Er lässt aber offen, auf welcher Quelle diese Aussagen beruhen. Auf den Internetseiten des Fingerhut-Museums in Creglingen findet sich der Hinweis, dass „der Durchbruch für die Fingerhutherstellung im 15. Jhd. war, als Kupfergießer in Köln, die bis dahin die Fingerhüte gemacht hatten, ein Metall fanden, welches das Kupfer gelb färbte: Die sogenannten Gelbgießer warfen zinkhaltige Erde in das flüssige Kupfer und fanden so das Messing. Doch durch die daraus entstehende Luftverschmutzung mussten die „Gelbgießer“ im 15. Jhd. die Stadt Köln verlassen.“ Dieser Hinweis ist ein Indiz, dass die ab etwa 1630 im Swisttal nachweisbaren Fingerhuths Nachfahren dieser Fingerhüter aus Köln sein könnten.

## Namenshäufigkeit

### Deutschland
Im Deutschen Telefonbuch befinden sich etwa 600 Einträge auf den Namen Fingerhut bzw. Fingerhuth. Die Verteilung der Vorkommen in Deutschland wird in nachstehender Grafik anhand der Telefonbucheinträge dargestellt:

Vorkommen in Deutschland

Die heute in Deutschland lebenden Fingerhut(h)-Familien sind genealogisch auf vier Linien zurückzuführen:
- die Waldeckischen Linie
 In den Ortschaften nördlich und östlich von Korbach bis hin nach Marsberg und Bad Wünnenberg liegt der Ursprung dieser Linien. Alle dort lebenden Vorkommen konnten im Wesentlichen auf sechs Spitzenahnen (Stammväter) zurückgeführt werden. Nachkommen dieser Linie sind zum großen Teil die Fingerhut-Familien im Märkischen Sauerland, im Wuppertal und im Ruhrgebiet.

- die Spessarter Linie
 Diese Linie siedelte im Schwerpunkt im hessischen Spessart. Die Nachfahren dürften die auch heute noch im hessischen und bayrischen Spessart wohnenden Fingerhuts sein. Schwerpunkt der Ansiedlung ist heute Biebergemünd. Die in diesem Gebiet lebenden Fingerhuts können auf fünf Spitzenahnen zurückgeführt werden. Die Verbindung von Sebastian Fingerhut, der um 1500 in Ruppertshütten gelebt haben soll, konnte noch nicht mit den Spitzenahnen belegt werden. Von dieser Linie stammen auch die Fingerhut-Vorkommen im Banat ab. Deren Nachkommen leben inzwischen im Wesentlichen in Süddeutschland, Österreich und den USA.

- die Swisttaler Linie
 In den Ortschaften zwischen Ahr und Erft siedelten die Fingerhuts dieser Linie. Schwerpunkte der heutigen Ansiedlung ist der Köln-Bonner Raum. Aus dieser Linie stammt im Wesentlichen die Namensschreibweise Fingerhuth.

- die Niederrheinische Linie
 Die Niederrheinische Linie ist bisher noch nicht klar abgrenzbar. Hierunter werden vorläufig die Vorkommen am Niederrhein um Bislich/Wesel zusammengefasst. Es ist aber zu vermuten, dass auch Vorkommen bis Duisburg/Mülheim einerseits und in den Niederlanden andererseits zu dieser Linie zu zählen sind.

Ob zwischen diesen Linien verwandtschaftliche Beziehungen bestehen, lässt sich aufgrund der derzeitigen Datenlage nicht schlussfolgern.

### Europa
In den Internet-Telefonbüchern der unten aufgeführten Länder ist die genannte Anzahl Telefonbucheinträge für die jeweiligen Namen enthalten (2003):
| Land           | Anzahl der Einträge | Anzahl der Einträge | Anzahl der Einträge         | Anzahl der Einträge | Anzahl der Einträge |
| -------------- | ------------------- | ------------------- | --------------------------- | ------------------- | ------------------- |
| Land           | Fingerhut           | Fingerhuth          | Vingerhoet(s) Vingerhoed(s) | Name                | Anzahl Einträge     |
| Belgien        | 1                   | 1                   | 67                          | Doigtier            | -                   |
| Frankreich     | 15                  | -                   | -                           | Doigtier            | -                   |
| Großbritannien | 9                   | -                   | -                           | Thimble             | 11                  |
| Italien        | 2                   | 1                   | -                           | Ditale              | 10                  |
| Luxemburg      | 1                   | -                   | -                           | Doigtier            | -                   |
| Niederlande    | 3                   | -                   | 345                         |                     |                     |
| Österreich     | 29                  | -                   | -                           |                     |                     |
| Rumänien       | 1                   | 1                   |                             |                     |                     |
| Schweiz        | 4                   | 12                  |                             | -                   | -                   |
| Spanien        | 5                   | 1                   |                             | Dedal               | 21                  |
| Tschechien     | 34                  | -                   |                             | Náprstek            | 67                  |
| Ungarn         | 8                   | 2                   |                             | Gyűszű              | 15                  |

### USA
In den Internet-Telefonbüchern der USA ist die genannte Anzahl Telefonbucheinträge für den Namen Fingerhut enthalten (2003):
| Land                | Anzahl Einträge |
| USA, Arizona        | 3               |
| USA, Arkansas       | 4               |
| USA, Kalifornien    | 26              |
| USA, Colorado       | 1               |
| USA, Connecticut    | 6               |
| USA, D.C.           | 5               |
| USA, Florida        | 34              |
| USA, Georgia        | 3               |
| USA, Illinois       | 19              |
| USA, Indiana        | 13              |
| USA, Maryland       | 13              |
| USA, Massachusetts  | 3               |
| USA, Minnesota      | 2               |
| USA, Missouri       | 21              |
| USA, Nebraska       | 7               |
| USA, Nevada         | 2               |
| USA, New Jersey     | 20              |
| USA, New York       | 56              |
| USA, North Carolina | 6               |
| USA, Oklahoma       | 8               |
| USA, Oregon         | 3               |
| USA, Pennsylvania   | 7               |
| USA, South Carolina | 1               |
| USA, South Dakota   | 2               |
| USA, Texas          | 1               |
| USA, Vermont        | 2               |
| USA, Virginia       | 5               |
| USA, Washington     | 2               |
| USA, Ohio           | 21              |
| USA, Wisconsin      | 12              |
| USA, alle Staaten   | 309             |

Die Vorkommen in den USA sind vermutlich in erheblichem Umfang auf Fingerhut-Familien jüdischen Glaubens zurückzuführen, die im Wesentlichen aus den osteuropäischen Ländern in die USA ausgewandert sind.
Örtliche Schwerpunkte der Vorkommen waren Lublin, Piotrkow (Katowice Province), Kalisz (Poznań Province), Stanislawow Wojewodztwa (Ukraine), Piotrkow (Kielce Province), Kraków, Lwow Wojewodztwa (Ukraine), Warszawa und eine ganze Reihe weiterer Ortschaften mit kleineren Vorkommen.

## Namensträger
- Eric Fingerhut (* 1959), US-amerikanischer Politiker (Demokratische Partei)
- Helmut Fingerhut (1921–2016), deutscher Verwaltungsbeamter
- Josh Fingerhut, US-amerikanischer Schauspieler
- Ulrich Fingerhut (* 1968), deutscher Taekwondo Meister